# جریمبل
جریمبل (به لاتین: Dzherimbel) یک منطقه مسکونی در جمهوری آذربایجان است که در شهرستان جلیل‌آباد واقع شده‌است.